# Desmodromie

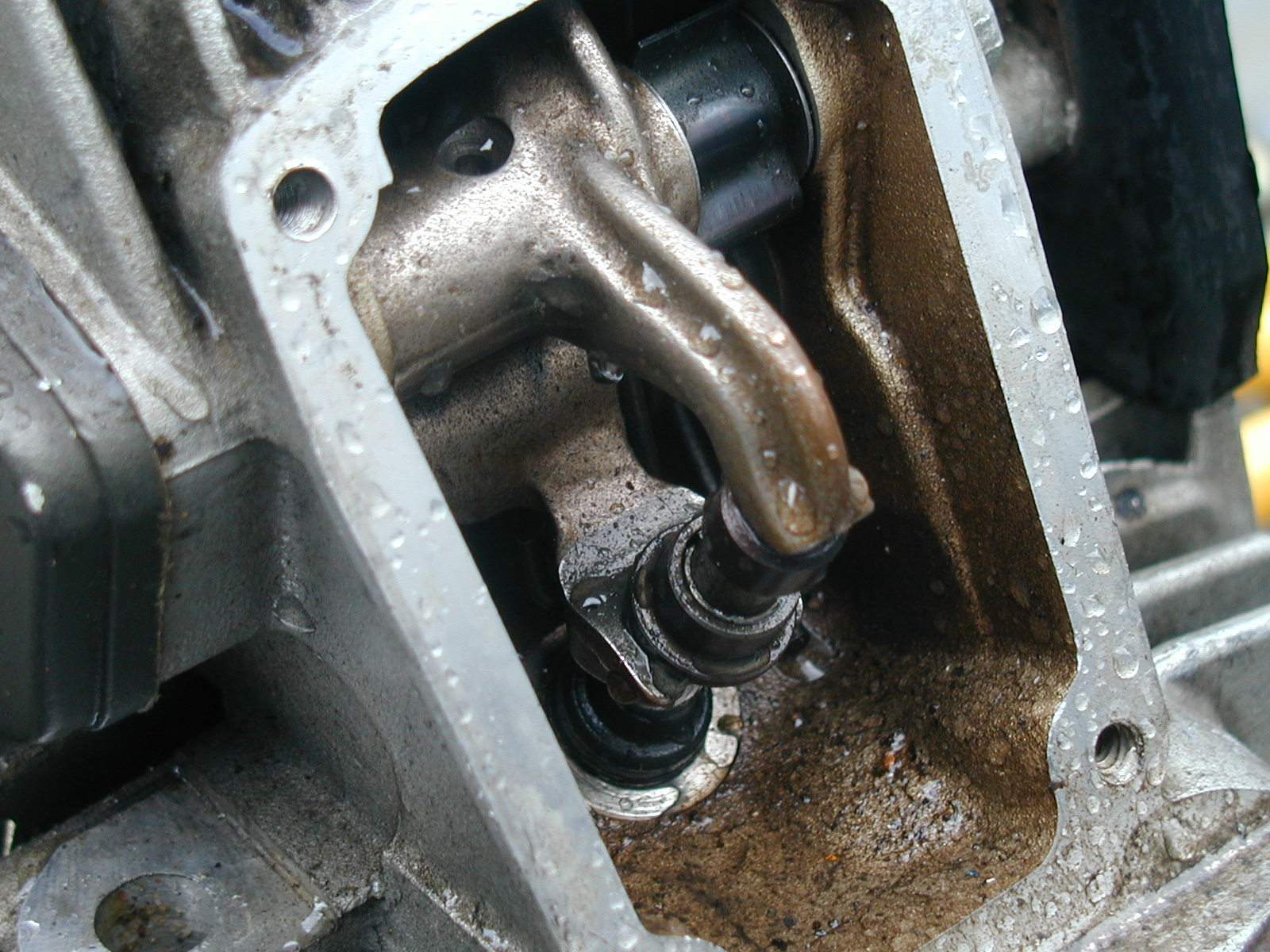
Desmodromische klepbediening van Ducati. De bovenste tuimelaar drukt de klep open, en de onderste, die als een vork om de klepsteel zit, trekt hem weer dicht.

Desmodromie is het gedwongen openen en sluiten van een klep of schuif. 
Bij de desmodromische klepbediening worden de in- en uitlaatkleppen van viertaktmotoren geopend en gesloten door een mechaniek dat door de nokkenas wordt aangedreven. Dit in tegenstelling tot het gangbare systeem dat de kleppen wel geforceerd opent, maar ze met klepveren sluit. Dit systeem wordt bij productiemotorfietsen tegenwoordig uitsluitend door Ducati toegepast. Deze fabrikant gebruikt zijn door Fabio Taglioni ontwikkelde systeem sinds 1954 op vrijwel alle viertaktmotoren. Carburatiefabrikant Dell'Orto kent de desmodromische gasschuif (onder andere toegepast op de Aprilia Tuareg Wind).
In het verleden hebben veel fabrikanten geëxperimenteerd met het geforceerd sluiten van de kleppen. In het (uitverkochte) boek “Desmodromie” van Henk Cloosterman en Francisco Tijsse Klasen worden 350 verschillende uitvoeringen van desmodromische klepbedieningen genoemd. In de ogen van veel techniekliefhebbers is het systeem superieur, maar het kent vele voetangels en klemmen.

## Voordelen bij klepbediening

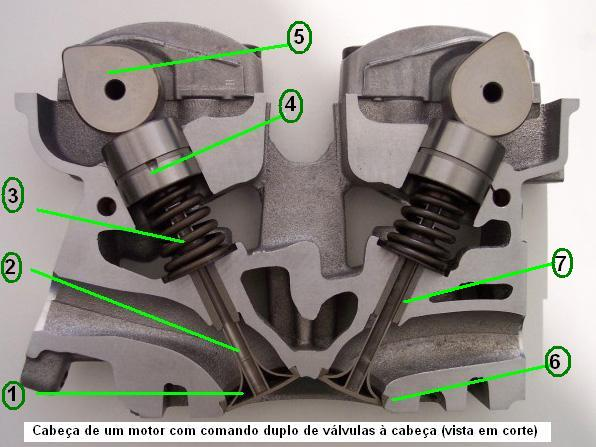
Een niet-desmodromische cilinderkop: eenvoudiger, maar met minder mogelijkheden om de gasstroom te optimaliseren. 3: de klepveren

Bij een klassiek niet-desmodromisch systeem worden klepveren gebruikt. Omdat die tijd nodig hebben voor het sluiten van de in- en uitlaatkleppen, beperken ze het maximum toerental, want als de klep niet tijdig sluit, ontsnapt het verbrandingsmengsel en lijdt de efficiëntie. Men spreekt dan van een zwevende klep. Als een klep vaak zweeft, zal hij bros worden (verbranden) door het langsstromende hete gasmengsel. Bij extreem hoge toerentallen of te zwakke klepveren zal een klep die door zijn veer niet tijdig gesloten wordt, de zuiger raken en zelfs 'door de zuiger gaan'. Zo'n botsing tussen snelbewegende onderdelen leidt meestal tot een kapitale motorschade. Bij een desmodromisch systeem komen dergelijke zwevende kleppen niet voor.
Een tweede voordeel van desmodromie betreft de nokkenas. Bij een desmodromisch systeem kan een 'scherpere' nokkenas toegepast worden:  De kleppen blijven dan langer volledig open, waarna ze snel gesloten worden door de steilere afgaande flanken van de nokken. Zo kan er meer verbrandingsmengsel in en uit de cilinder geperst worden: de vullingsgraad en daarmee het vermogen is hoger. Dit speelt vooral bij hoge toerentallen, waarbij er weinig tijd is voor het aanzuigen van het mengsel, zodat ook in dit opzicht hoogtoerige motoren profiteren van de geforceerde klepbediening. Iets dergelijks is in theorie ook te bereiken met zeer stugge klepveren, maar die geven een grote eenzijdige druk op het klepmechaniek en de nokkenas, wat wrijving en slijtage veroorzaakt.

## Nadelen bij klepbediening
Een bezwaar van desmodromische systemen is natuurlijk de kostprijs. Ook zal een slecht ontworpen of uitgevoerd systeem door de extra onderdelen onbetrouwbaar zijn. Met de moderne computersimulaties is de benodigde expertise iets gemakkelijker te verkrijgen, maar ingenieurs hadden vaak jaren nodig om een systeem goed werkend te krijgen. Hun voornaamste probleem is dat het fijne mechaniek in de cilinderkop zit, onder bedrijfsomstandigheden het heetste deel van de motor. De ontwerper moet rekening houden met uitzetten en krimpen, waardoor het moeilijk is om de onderdelen steeds spelingvrij en toch soepel te laten bewegen. Ook de smering kan een probleem zijn. Verder vraagt het mechaniek ruimte, en het bemoeilijkt de noodzakelijke koeling van de cilinderkop.
Minder belangrijk maar wel meetbaar is het lagere mechanische rendement van de motor. Het geheel heeft meer wrijving dan een systeem met klepveren zodat, afhankelijk van het standpunt, het verbruik hoger of het vermogen lager ligt. Alleen bij hoge toerentallen en geheel geopend gashendel wordt het vermogensverlies goedgemaakt door de hogere vullingsgraad van de verbrandingskamer.

## Ontwikkelingen in klepbediening
Sinds de jaren negentig zijn systemen ontwikkeld die een aantal voordelen gemeen hebben met desmodromische systemen, zoals de mogelijkheid om de dynamiek van het verbrandingsmengsel te optimaliseren. Dergelijke systemen werken soms met variabele kleptiming door de nokkenas te verdraaien en dus iets achter of voor te laten lopen op de zuigerslag. Ook zijn er systemen die enkele kleppen naar behoefte stilleggen of de lichthoogte kunnen veranderen, dat is de mate waarin de klep open gaat. Zie bijvoorbeeld deze opsomming van Honda-systemen.
Met name elektronisch geregelde systemen kunnen zich heel precies aan allerlei bedrijfsomstandigheden aanpassen, terwijl desmodromische systemen voor één situatie geoptimaliseerd moeten worden. Vanzelfsprekend is het wel mogelijk om sommige nieuwe ontwikkelingen te combineren met desmodromische systemen.